# 恐懼大街3：1666
是一部2021年的美國超自然恐怖電影，由雷·賈尼亞克（Leigh Janiak）執導，劇本由雷·賈尼亞克（Leigh Janiak）和扎克·奧爾克維奇（Zak Olkewicz）共同編劇，取材自菲爾·格拉齊阿迪（Phil Graziadei），扎克·奧爾克維奇（Zak Olkewicz）和雷·賈尼亞克（Leigh Janiak）共同創作的原始故事。根據R·L·斯坦的同名書籍系列《恐怖大街》，這部電影定於2021年7月16日作為《恐懼街三部曲》的第三部發行，為Netflix獨家電影。

## 角色
- 琪亞娜·瑪黛拉 飾 Sara Fier/Deena Johnson

- Elizabeth Scopel 飾 Sara Fier真身

- 阿什莉·祖克曼（英语：Ashley Zukerman） 飾 Solomon Goode/Sheriff Nick Goode
- 吉利安·雅各布斯 飾 C. Berman

- 莎蒂·辛克 飾 Ziggy Berman

- Olivia Welch 飾 Hannah Miller/Samantha Fraser
- 小本傑明·弗洛雷斯（英语：Benjamin Flores Jr.） 飾 Josh
- 達雷爾·布里特·吉布森（英语：Darrell Britt-Gibson） 飾 Martin
- 弗雷德·海辛格（英语：Fred Hechinger） 飾 Simon
- Julia Rehwald 飾 Lizzie/Kate Schimdt
- Emily Rudd 飾 Abigail/Cindy Berman
- McCabe Slye 飾 Mad Thomas/Tommy Slater
- 喬丹娜·斯皮羅（英语：Jordana Spiro） 飾 The Widow/Mrs.Lane
- Jordyn DiNatale 飾演 Ruby Lane
- Jeremy Ford 飾 Caleb/Peter
- 馬克·阿什沃思（英语：Mark Ashworth） 飾 Jakob Berman
- Randy Havens
- Rachel Dorman

## 發行
這部電影原定於2020年6月發行，但由於COVID-19大流行而被推遲了。2020年4月，切爾寧娛樂終止了與20世紀福斯的發行協議，並與Netflix達成了協議。
到2020年8月，Netflix憑藉2021年中期的所有三部電影的發行日期策略，獲得了《恐懼街三部曲》的發行權。

## 外部連結
- 互联网电影数据库（IMDb）上《恐懼大街3：1666》的资料（英文）